# Bandera de San Andrés (Rusia)

Bandera de San Andrés utilizada como bandera de proa en los buques militares rusos.

Bandera de San Andrés utilizada como bandera de popa en los buques militares rusos.

La bandera de San Andrés es la bandera de proa y popa (con distintos diseños) de la Armada de la Federación de Rusia, como herencia cultural e histórica del uso de la misma en los buques de la Armada Imperial Rusa.
Es una bandera rectangular, de proporción 3:2, con una cruz de San Andrés (diagonales en azul claro) llamada así por Andrés Protocletos (en ruso: Андрей Первозванный, lit. 'Andrés, el primer llamado') que fue crucificado, según la leyenda, en una cruz en diagonal.

## Orígenes del símbolo
Según la Crónica de Néstor, Andrés el Apóstol, llamado en la tradición ortodoxa «Protocletos» (el primer llamado) pues según la leyenda fue el primer apóstol convocado por Jesús, predicó alrededor del río Dniéper llegando a Kiev y más tarde a Nóvgorod lo que unió su figura a los estados cristianos eslavos que surgieron en la zona: Rus de Kiev, República de Nóvgorod, Principado de Moscú, el Zarato ruso y finalmente convertido en el patrón del Imperio ruso.
Adicionalmente, en el cristianismo se considera a San Andrés patrono de los pescadores y en la Iglesia ortodoxa es patrono de la navegación.

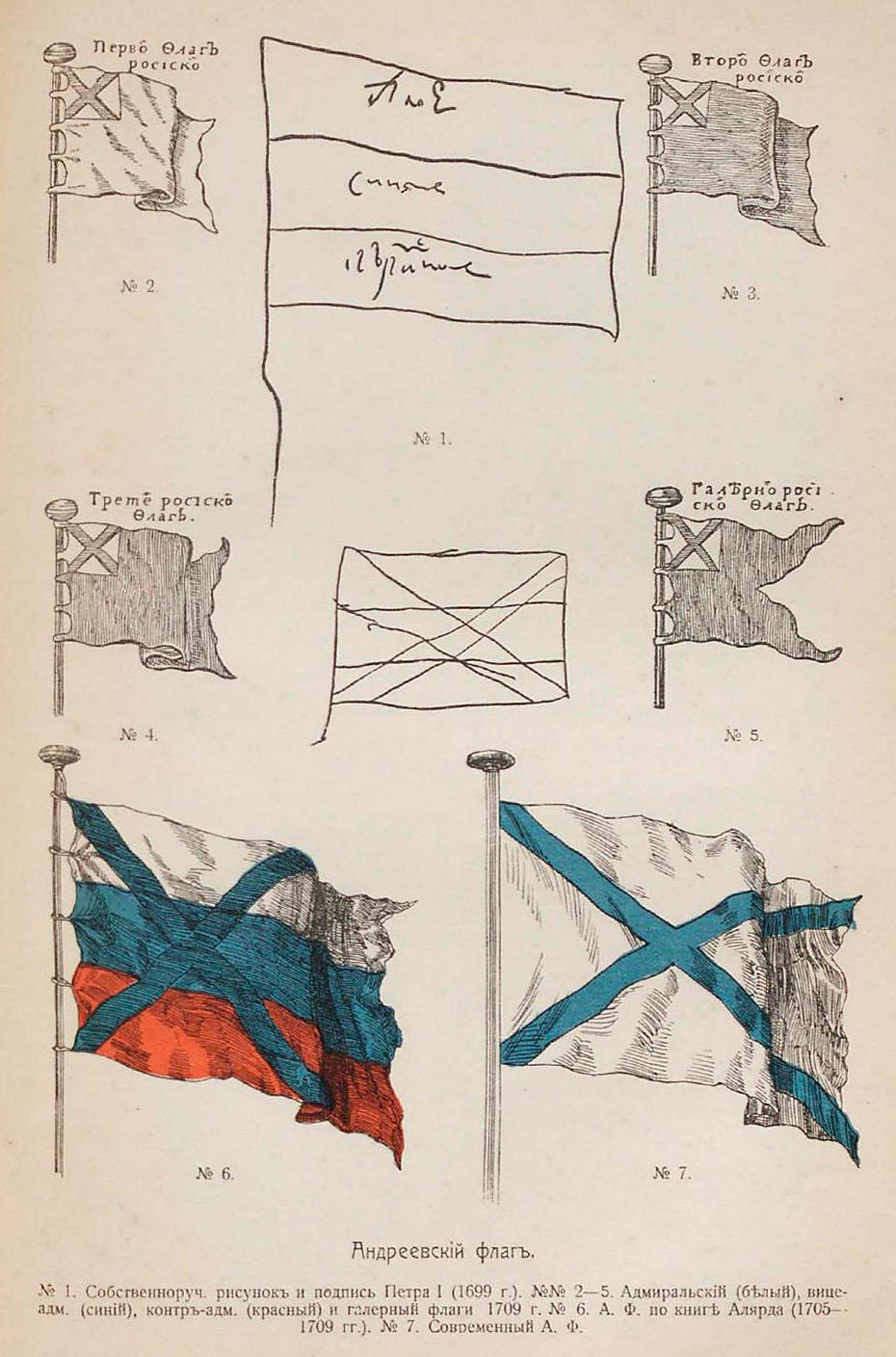
Recreación de las notas de Pedro I en la enciclopedia militar de Pável Sytin.

En 1699, el zar Pedro I estableció la primera orden militar del Zarato ruso: La Orden de San Andrés el Primer Llamado, para distinguir los méritos militares y el servicio público. La medalla teníala insiginica de cruz diagonal cubierta de esmalte azul con el apóistol Andrés crucificado. En los extremos de la cruz se colocaron las letras S. A. P. R., siendo las siglas en latín de: Sanctus Andreas Patronus Russiae (en latín: Santo Andrés, patrón de Rusia).
En las instrucción que le dio a su embajador en Constantinopla, le hizo llegar borradores de banderas, en una de ellas se representaba una bandera de tres franjas blancas, azules y rojas cruzada en diagonal por la Cruz de San Andrés.

## Utilización de la bandera
A lo largo del siglo XVIII, con la profesionalización de las fuerzas armadas rusas al estilo de los ejércitos y armadas europeos, la cruz de San Andrés se ganó un puesto preferente en la simbología de los oficiales de la armada imperial e incluso la flota del Mar Negro introdujo la cruz de San Andrés sobre fondo blanco como bandera de proa para todos sus barcos a final de siglo.
En 1992, tras la disolución de la URSS y el establecimiento de la Federación de Rusia como nuevo ente independiente, se recuperó la bandera de San Andrés tras la propuesta de la Asamblea de Oficiales de toda Rusia como sustitución de la bandera naval de la URSS. El 21 de julio de 1992, el presidente ruso Borís Yeltsin firmó el Decreto presidencial N.º 798, sobre el retorno del estatus de la Bandera Naval de Rusia a la bandera de San Andrés.